# بوهزة
البوهزة نوع من الجبن التقليدي في الجزائر، يُحضَّر من حليب الماعز أو الأغنام. يعود أصلها إلى شرق البلاد، وتحديدًا إلى منطقة الأوراس، حيث تنتشر بشكل خاص في ولايات أم البواقي وخنشلة وباتنة وتبسة، إضافة إلى بعض المناطق الجنوبية من ولاية قالمة. كانت هذه المناطق معروفة قديمًا بازدهار تربية الماعز والأغنام.

## الأصل والأصل اللغوي

### الأصل
في الأصل، كانت البوهزة جبنًا تقليديًا يُحضّر من حليب الماعز أو الأغنام في منطقة الأوراس بشرق الجزائر. غير أن الاتجاه السائد اليوم يميل إلى استخدام حليب الأبقار بدلًا منه.

### علم المصطلحات
بالإضافة إلى الاسم الأكثر شيوعًا "بوهزة"، هناك اسمين آخرين يُستخدمان تحديدًا في منطقة تبسة للدلالة على نفس المنتج.
- بو ملال [2]
- ملح ذواب

## عملية التصنيع التقليدية

### المواد الخام والأدوات
- حليب الماعز
- حسنًا
- ملح
- التانين
- جلد الماعز
- الفلفل الأحمر الحار

### تقنية التصنيع
يُحضَّر هذا الجبن عبر عملية تقليدية تشمل التمليح والتصفية ثم النضج داخل كيس مصنوع من جلد الماعز التقليدي يُعرف باسم "الشكاوة"، والذي تتم معالجته مسبقًا بمادة العفص لمدة تتراوح بين 3 إلى 4 أشهر. وخلال فترة النضج، يُضاف الملح واللبن إلى محتويات الكيس. وعند مرحلة الاستهلاك، يُعجن الجبن مع مسحوق الفلفل الأحمر، مما يمنحه نكهته المميزة وخاصيته الفريدة.

## روابط خارجية
- منتجات الألبان التقليدية في الجزائر
- منتجات الألبان التقليدية المصنوعة في الجزائر

## الملاحظات والمراجع
1. ↑  = "Androuet". {{استشهاد ويب}}: تحقق من قيمة |مسار= (مساعدة).
2. ↑  Ouarda Aïssaoui-Zitoun (2014). Fabrication et caractérisation d’un fromage traditionnel algérien « bouhezza » (PDF). Constantine. ص. 69. مؤرشف من الأصل (PDF) في 2022-06-19.{{استشهاد بكتاب}}:  صيانة الاستشهاد: مكان بدون ناشر (link).